# Cheteoscelis bistriaria
Cheteoscelis bistriaria là một loài bướm đêm trong họ Geometridae.